# 太田夢莉
太田 夢莉（おおた ゆうり、1999年〈平成11年〉12月1日 - ）は、日本の女優、YouTuber。奈良県出身。えりオフィス所属。元アイドルで女性アイドルグループ・NMB48の元メンバー、派生ユニットQueentetの元メンバーである。

## 略歴
2011年12月、NMB48第3期生オーディション最終審査に合格。
2012年2月18日、NMB48劇場において3期研究生（23名）の1人としてお披露目された。
同年10月10日、チームBII所属となり、正規メンバーに昇格した。
2014年2月24日、Zepp DiverCityで開催された『AKB48グループ大組閣祭り』において、チームNへの異動が発表された。
2015年3月31日発売のNMB48の11thシングル「Don't look back!」でシングル表題曲において初めて選抜メンバーに入った。
2016年6月18日開票の『AKB48 45thシングル 選抜総選挙』では19,534票で52位となり、フューチャーガールズに選出される
同年8月27日に神戸ワールド記念ホールで開催された『NMB48 リクエストアワー セットリストベスト235 2016』夜公演において、自身がセンターを務めるユニット曲「虹の作り方」が1位を獲得した。
同年10月18日、神戸ワールド記念ホールで開催された『NMB48 6th Anniversary LIVE』で「大組閣」と称したチーム再編により、チームBIIへの異動が発表された。
同年12月31日に第67回NHK紅白歌合戦の番組企画として行われた「AKB48 夢の紅白選抜」では28位にランクインした。
2017年1月1日、チームBIIへ異動。
同年6月17日開票の『AKB48 49thシングル 選抜総選挙』では28,457票で27位となり、アンダーガールズに選出される。
2018年1月20日、『AKB48グループリクエストアワー セットリストベスト100 2018』において、3月14日発売のAKB48の51stシングル「ジャーバージャ」で初めてAKB48のシングル表題曲の選抜メンバーに入ることが発表されたが、同月24日に体調不良のため一時活動休止することを発表した。
同年3月12日のチームBII「恋愛禁止条例」公演から活動を再開した。
同年6月16日開票の『AKB48 53rdシングル 世界選抜総選挙』では33,012票で23位となり、アンダーガールズに選出される。
2019年1月1日、「大組閣」により、チームNへの異動が発表され、3月1日に正式に異動。
同年9月4日、NHKホールで行われた全国ツアー『NMB48 LIVE TOUR 2019』初日公演において、グループからの卒業を発表した。
同年11月17日に東京国際フォーラム ホールCにて「太田夢莉ソロコンサート 〜Daydream〜」を、同月25日に神戸ワールド記念ホールにて「太田夢莉卒業コンサート I wanna keep loving you!」を開催。同月30日にNMB48劇場で行われた卒業公演をもってNMB48を卒業した。
2023年1月1日、自身のTwitterにて所属事務所である「Showtitle」を、2022年12月31日をもって退所したことを発表。
2023年9月14日、以前から業務提携していたえりオフィスへの所属を発表した。

## 人物
好物は、母親が作ったチキン南蛮。
その他、アニメや声優に深い興味を持つ。

### NMB48
愛称は、ゆーり、ゆーりたん、ゆーりたんさん、ゆーりまる、万年ちゃん、炭酸。
NMB48に応募したきっかけは、毎日学校に行っては帰る当たり前のような日々に退屈して、何か変化が欲しいと思ったため。オーディション時のダンス審査ではフリが覚えられずに立ちすくみ、審査員と目を合わせたら固まると思い、遠くの壁を見続けた。
在籍時のキャッチフレーズは、「私に不利なことなんかあらへん。いつでもどんな時でも、(ゆーり！)」である。
関西出身のNMB48のメンバーや卒業生は日常的に関西弁を使うことが常であるが、太田は関西出身でありながらもメンバーの中では標準語を使うことが多かった。しかし、山本彩がNMB48の卒業発表したのを機に関西弁を使うようになった。

## NMB48在籍時の参加楽曲

### シングル選抜楽曲
NMB48名義
- 「ナギイチ」に収録
  - 理不尽ボール - 「アンダーガールズ」名義
- 「ヴァージニティー」に収録
  - ちょっと猫背
- 「北川謙二」に収録
  - 眠くなるまで羊は出て来ない
- 「僕らのユリイカ」に収録
  - 届かなそうで届くもの
  - ひな壇では僕の魅力は生きないんだ - 「難波鉄砲隊其之参」名義
- 「カモネギックス」に収録
  - 思わせ光線 - 「紅組」名義
- 「高嶺の林檎」に収録
  - 山へ行こう - 「難波鉄砲隊其之伍」名義
- 「らしくない」に収録
  - 休戦協定 - 「Team N」名義
- Don't look back!
  - 恋愛ペテン師 - 「Team N」名義
- ドリアン少年
  - どうでもいい人仮面
  - 命のへそ - 「Team N」名義
- 「Must be now」に収録
  - 片想いよりも思い出を…
  - 夢に色がない理由 - 「Team N」名義
- 甘噛み姫
  - 儚い物語 - 「Team N」名義
  - 虹の作り方
  - 道頓堀よ、泣かせてくれ!
- 僕はいない
  - 空から愛が降って来る - 「Team N」名義
- 僕以外の誰か
  - Let it snow ! - 「Team BII」名義
- ワロタピーポー
  - 普通の水 - 「Team BII」名義
  - Which one
- 欲望者
  - 匙を投げるな! - 「Team BII」名義
- 僕だって泣いちゃうよ
  - 職務質問  - 「Team BII」名義
- 床の間正座娘
  - 甘い妄想 - Queentet名義
  - 焼け木杭 - 「Team N」名義
  - ピンク色の世界
  - 2番目のドア
- 母校へ帰れ!
  - 僕だけの君でいて欲しい  - 「Queentet」名義
  - がっつきガールズ  - 「Team N」名義
- 初恋至上主義
  - ごめん 愛せないんだ - 「Team N」名義
  - Acting tough  - 「太田夢莉」名義

AKB48名義
- 「ギンガムチェック」に収録
  - あの日の風鈴 - 「ウェイティングガールズ」名義
- 「前しか向かねえ」に収録
  - 秘密のダイアリー - 「Baby Elephants」名義
- 「希望的リフレイン」に収録
  - 今、Happy - 「ばら組」名義
- 「君はメロディー」に収録
  - しがみついた青春 - 「NMB48」名義
- 「LOVE TRIP/しあわせを分けなさい」に収録
  - 岸が見える海から - 「フューチャーガールズ」名義
- 「シュートサイン」に収録
  - 真夜中の強がり - 「NMB48」名義
- 「願いごとの持ち腐れ」に収録
  - イマパラ
- 「#好きなんだ」に収録
  - だらしない愛し方 - 「アンダーガールズ」名義
- 「11月のアンクレット」に収録
  - 法定速度と優越感 - 「U-17選抜」名義
- ジャーバージャ
- 「センチメンタルトレイン」に収録
  - サンダルじゃできない恋 - 「アンダーガールズ」名義
- 「NO WAY MAN」に収録
  - おはようから始まる世界 - 「U-19選抜2018」名義

### アルバム選抜楽曲
NMB48名義
- 『てっぺんとったんで!』に収録
  - てっぺんとったんで!
  - なめくじハート - 「超アイドル選抜」名義
  - アーモンドクロワッサン計画 - 「Team BII」名義
- 『世界の中心は大阪や 〜なんば自治区〜』に収録
  - イビサガール
  - 電車を降りる - 「Team N」名義
  - ピーク
- 『難波愛〜今、思うこと〜』に収録
  - まさかシンガポール
  - 難波愛

AKB48名義
- 『1830m』に収録
  - 青空よ 寂しくないか? - 「AKB48+SKE48+NMB48+HKT48」名義

### 劇場公演ユニット曲
チームBII 1st Stage「会いたかった」公演
- ガラスのI LOVE YOU

チームBII 2nd Stage「ただいま恋愛中」公演
- 春が来るまで
- 純愛のクレッシェンド（2nd UNIT）

チームN 3rd Stage「ここにだって天使はいる」
- おNEWの上履き
- この世界が雪の中に埋もれる前に（2nd UNIT）
- 100年先でも

チームBII 4th Stage「恋愛禁止条例」公演
- 黒い天使
- ツンデレ!（矢倉楓子のユニットアンダー）
- 真夏のクリスマスローズ（藤江れいなのユニットアンダー）

チームN 5th Stage「N Pride」
- Hell or Heaven

## 出演

### テレビドラマ
- ミナミの帝王ZERO（2019年4月26日 - 6月28日、関西テレビ） - ヒロイン・阿久都菜穂子 役[21][22]
- ランチ合コン探偵 ～恋とグルメと謎解きと～ 第7話（2020年2月20日、読売テレビ） - 本間理沙 役
- 探偵・由利麟太郎 第4話・第5話（2020年7月7日・14日、関西テレビ）[23]
- サイレント・ヴォイス 行動心理捜査官・楯岡絵麻 Season2 第7話（2020年5月23日、BSテレビ東京） - 野島萌 役[24]
- 日暮里チャーリーズ （2020年8月2日 - 30日、朝日放送テレビ） - 三崎初音 役[25]
- オー!マイ・ボス!恋は別冊で（2021年1月12日 - 3月16日、TBS） - 加賀栞 役[26]
- デブとラブと過ちと!（2022年11月7日 - 12月26日、TOKYO MX） - 玉井咲 役[27]
- 転生みそ五郎どん～ここは異世界？南島原～（2022年12月23日 - 2023年2月10日、長崎文化放送） - 主演・福音（ふくね） 役（ケンドーコバヤシとW主演）[28][29]
- 全領域異常解決室 第8話（2024年11月27日、フジテレビ） - 佃恵真 役[30]

### ネット配信ドラマ
- 3人のクローゼット☆ドラマ（2020年7月7日 - 9月29日、ニコニコ生放送）[31]
- オー!マイ・ツンデレ!恋は別冊で（2021年1月12日 - 3月16日、Paravi） - 加賀栞 役[32]
- バックステージオンファイア（2022年12月25日、Streaming+）[33][34]

### 映画
- せみのこえ（2020年公開 / 2021年4月17日、沖縄国際映画祭にて上映） - 主演・日々生ナオ 役[35]
- ブレイブ 群青戦記（2021年3月12日、東宝）
- 風の中のピアノ（2022年4月16日、沖縄国際映画祭にて上映 / 10月14日、京都国際映画祭先行企画にて上映） - 主演・千恵子 役（辻凪子とW主演）[36][37]
- バイオレンスアクション（2022年8月19日、ソニー・ピクチャーズ エンタテインメント） - だりあ 役[38][39][40]

### 舞台
- リーディングシアター「恋工場」（2016年9月23日、ベルサール渋谷ガーデン Cホール）[41]
- 久馬君と石田君の演「Thinking in the Brain 〜脳で話せば〜」（2020年9月10日、紀伊国屋ホール）[42]※無観客上演
- Cheer up act -vol.1-「裏方の女」〜ハロー野菜祭り大きなカブ〜 （2020年10月17日・18日、よしもと有楽町シアター） - 主演・裏方 役[43]
- Go To エンゲキ 朗読劇「Love Later」（2021年5月2日、シアターサンモール）[44]
- 演劇集団Z-Lion「This is a お感情博士！」（2021年6月4日 - 13日、俳優座劇場） - ケイティ 役[45]
- 方南ぐみ企画公演 朗読劇「青空」（2021年6月26日、俳優座劇場）[46]
- 異種格闘技型朗読劇シリーズ「TAMERS」（2021年9月4日・5日、有楽町よみうりホール） - 利根アリア 役[47]
- 会話劇 in 有楽町 その4「死神の女の子、恋する人間に」（2021年10月24日、よしもと有楽町シアター） - 主演[48]
- トキワ荘のアオハル（2021年11月3日・4日、東京芸術劇場 プレイハウス） - リヨ 役[49]
- AI懲戒師・クシナダ（2021年12月1日 - 5日、CBGKシブゲキ!!） - 主演・櫛名田サホ 役[50][51]
- 陰陽師 生成り姫（2022年2月22日 - 3月12日、新橋演舞場 / 3月18日 - 24日、南座） - 綾子姫 役[52][53]
- フラガール - dance for smile -（2022年5月14日 - 23日、新国立劇場 中劇場） - 木村早苗 役[54][55]
- 舞台「『乙女ゲームの破滅フラグしかない悪役令嬢に転生してしまった…』THE STAGE」（2022年6月30日 - 7月5日、サンシャイン劇場） - 主演・カタリナ・クラエス 役[56][57]
- 朗読劇「アルバート家の令嬢は没落をご所望です」（2022年9月3日 - 4日、ところざわサクラタウン ジャパンパビリオン ホールＡ） - 主演・メアリ・アルバート 役[58][59]
- ｢coemiru｣ vol.3 会話劇『眠れない眠りたくないfeat.太田夢莉』（2022年9月17日、YMCAアジア青少年センター スペースYホール）[60]
- 舞台「大阪環状線 天満駅編 うちの家族は日本一やねん！」（2022年11月28日 - 12月12日、大阪松竹座） - 田中栄美 役[61]
- 舞台「地獄楽」（2023年2月16日 - 26日、ヒューリックホール東京） - 杠 役[62][63][64]
  - 舞台「地獄楽-終の章-」（2024年2月15日 - 18日、シアター1010 / 2月23日 - 25日、COOL JAPAN PARK OSAKA TTホール）[65]
- 音楽朗読劇「四月は君の嘘」（2023年3月28日、飛行船シアター） - ヒロイン・宮園かをり 役[66]
- 朗読劇「変な家」（2023年7月30日、シアター1010） - 宮江柚希 役[67]
- 一騎討ちProject 舞台「蝉灯す」（2023年8月23日 - 29日、草月ホール） - 高田葵 役[68]
- 舞台「おそ松さん on STAGE」 - トト子 役[69]
  - 舞台「おそ松さん on STAGE 〜SIX MEN'S SHOW TIME〜 2nd SEASON」（2023年11月23日 - 27日、シアター1010 / 11月30日 - 12月3日、AiiA 2.5 Theater Kobe）[70]
  - 新・喜劇『おそ松さん』（2024年8月29日 - 9月2日、サンシャイン劇場）[71]
  - 舞台「おそ松さん on STAGE～SIX MEN'S SHOW TIME～2nd SEASON 2」（2026年夏公演予定）[72]
- 音楽朗読劇「美男ペコパンと悪魔」（2023年12月22日・24日、R'sアートコート）[73]
- 舞台「彼女にあったら、よろしくと」If You See Her, Say Hello（2024年4月11日 - 14日、ブルースクエア四谷） - 由佳 役[74][75]
- 「ヒプノシスマイク -Division Rap Battle-」Rule the Stage -Renegades of Female-（2024年7月4日 - 15日、品川プリンスホテル クラブeX / 7月25日 - 28日、松下IMPホール） - 邪答院仄仄 役[76]
  - 「ヒプノシスマイク -Division Rap Battle-」Rule the Stage -Ideal and Reality-（2025年9月4日 - 23日、品川プリンスホテル クラブeX）[77][78]
- KIRAKIRA VOICE LAND VOL.92 MORGUE×CHRONICLE LXII〈Rapunzel〉終わらない螺旋の先へと―――（2024年8月3日 - 4日、シアターウィング） - メラース / アンゼリカ 役[79]
- 一騎討ちProject 第六回公演 舞台「あれから」（2024年9月11日 - 15日、赤坂RED/THEATER / 9月21日 - 23日、ABCホール） - 古城なお 役[80]
- 一騎討ちProject 第7弾公演 舞台「オサエロ -2024-」（2024年10月30日 - 11月4日、こくみん共済 coop ホール/スペース・ゼロ / 11月14日、神戸新聞松方ホール） - 坂下昭代 役[81]
- 舞台「終遠のヴィルシュ -ErroR:salvation- Case. Scien Brofiise」（2024年12月19日 - 29日、シアターサンモール） - ヒロイン・セレス 役[82]
- マーダーミステリーシアター「殺意の代償」（2025年3月12日、品川プリンスホテル クラブeX） - 宮下かなこ 役[83]
- 劇団ホチキス 第50回本公演「妻らない極道たち」（2025年4月2日 - 6日、こくみん共済 coop ホール/スペース・ゼロ / 4月20日、メニコン シアターAoi） - 御子柴聖子 役[84]
- PERSONA3 Lunation the Act（2025年7月6日 - 13日、シアターGロッソ） - 桐条美鶴 役[85]
- VISIONARY READING「三島由紀夫レター教室」（2025年10月9日〈予定〉、紀伊國屋ホール） - 空ミツ子 役[86]
- 舞台「ヘブンバーンズレッド」（2025年10月31日 - 11月9日〈予定〉、東京ドームシティ シアターGロッソ） - 朝倉可憐 役[87]

### ラジオ
- ザ・ヒットスタジオ（2018年4月6日 - 12月28日、MBSラジオ） - 木曜レギュラー[88]。

### 広告
- アディダス 春夏キャンペーンビジュアル「2022年adidas Tシャツコレクション」（2022年4月 - 、アディダスジャパン）[89]

### ミュージック・ビデオ
- Lefty Hand Cream『Lefty Hand Covers Short Story Music Video』（2017年）[90]
  - なんでもないや -Lefty Hand Covers Short Story Music Video 1/7-
  - StaRt -Lefty Hand Covers Short Story Music Video 2/7-
  - シュガーソングとビターステップ -Lefty Hand Covers Short Story MV 3/7-
  - 青いベンチ -Lefty Hand Covers Short Story Music Video 4/7-
  - 醒めない -Lefty Hand Covers Short Story Music Video 5/7-
  - 拝啓、いつかの君へ -Lefty Hand Covers Short Story Music Video 6/7-
  - 藍 -Lefty Hand Covers Short Story Music Video 7/7-
- 河内REDS 『オリオン座』（2019年11月27日）
  - オリオン座[91]
- クリス・ハート
  - I LOVE YOU 2020 Ver.
- みるきーうぇい
  - 君をさらって夜を飛ぶ[92]
- Bimi『Die young』（2021年）[93]

### イベント
- KANSAI COLLECTION（京セラドーム大阪）
  - 2016 SPRING&SUMMER（2016年2月28日）[94]
  - 2019 AUTUMN＆WINTER（2019年8月27日）[95]

## 作品

### 映像作品
- ノスタルチメンタル（2019年6月28日、Blu-ray / DVD、laugh out loud! records）[96]

## 書籍

### 写真集
- ノスタルチメンタル（2019年3月27日、ワニブックス、撮影：松本花奈）ISBN 978-4847081460[97]

### 著書
- フォトエッセイ「青」（2019年11月29日、幻冬舎）ISBN 978-4344035348[98]

### 雑誌連載
- 奈良タウン情報誌「ぱーぷる」（エヌ・アイ・プランニング） - 「NMB48ゆーりの奈良めぐり」[注 2]
- LOVE berry（2015年12月 - 、徳間書店） - モデル[99]
- BUBKA（2016年4月30日 - 2019年11月30日、白夜書房） - 「太田夢莉の夢百景」[100]
- mer（2017年 - 、学研プラス） - モデル[101]
- CM NOW（2018年8月10日 - 2019年12月20日、玄光社） - 「ゆーり写真館」[102]

### Web連載
- mer web（2018年9月22日 - 、ワン・パブリッシング） - 「行かないとないもの」[103]